# Nippon Keidanren

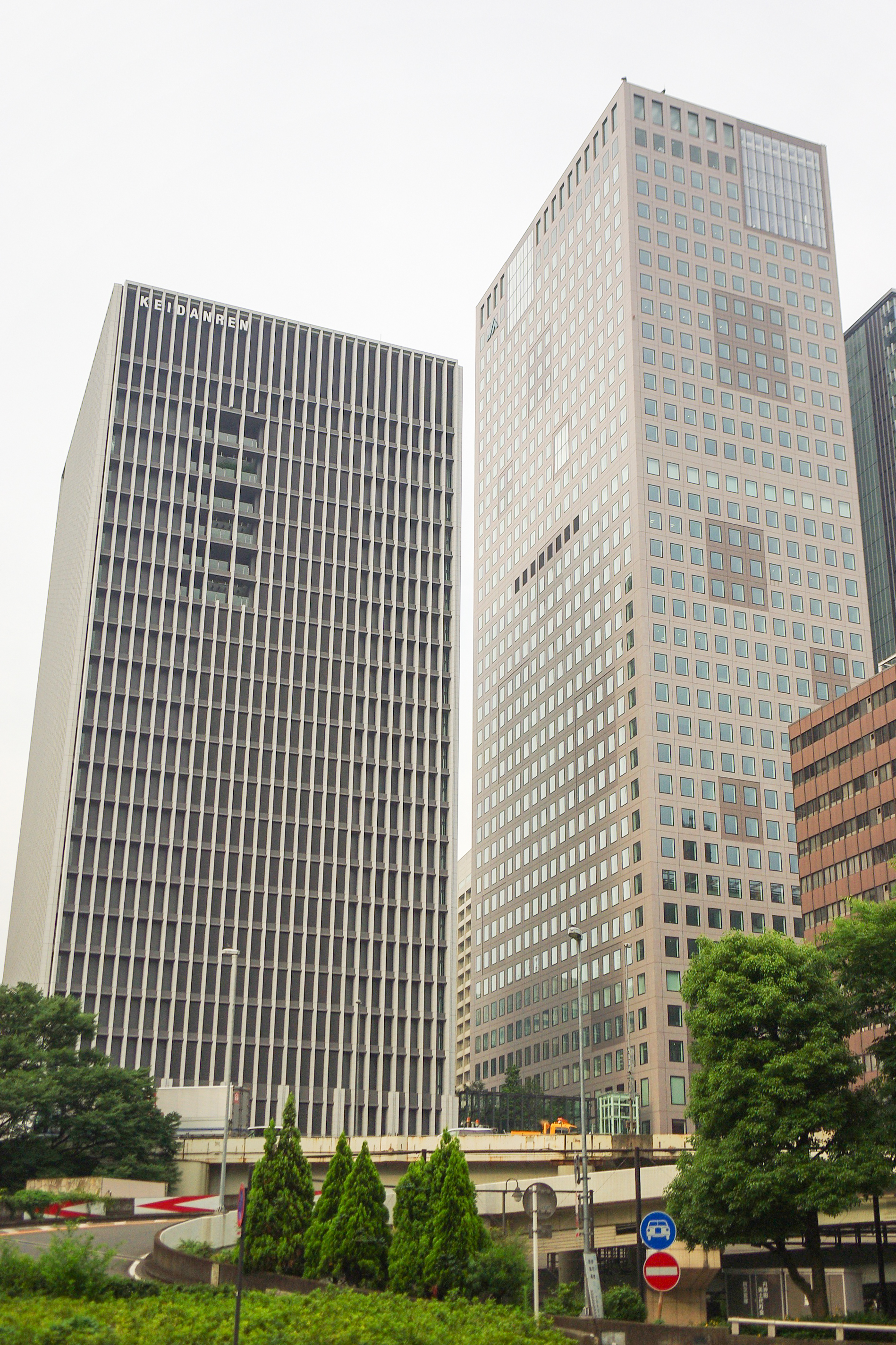
Hoofdkantoor

Nippon Keidanren (Japans: 日本経団連), kort voor Nippon Keizai Dantai Rengōkai (Japans: 日本経済団体連合会) is een Japanse organisatie die tot doel heeft de economische groei in en buiten Japan duurzaam te stimuleren. De organisatie ontstond in mei 2002 door een fusie van Keidanren (de Japanse federatie van Economische Organisaties) en Nikkeiren (de Japanse federatie van Ondernemersorganisaties). Onder de 1662 leden bevinden zich ongeveer 1343 bedrijven, 130 industriële bonden en 47 regionale werkgeversorganisaties (juni 2007). De organisatie kan vergeleken worden met de Europese UNICE. 
De huidige voorzitter (juni 2008) is Fujio Mitarai, topman van Canon, Inc.. Nippon Keidanren wordt doorgaans beschouwd als de meest conservatieve van de drie grote economische organisaties in Japan. De andere twee zijn de Japanse Kamer van Koophandel en het Japanse Comité voor Economische ontwikkeling. 